# Golbol nos Jogos Paralímpicos de Verão de 2012 - Masculino
O torneio masculino de golbol nos Jogos Paralímpicos de Verão de 2012 estão sendo disputadas entre os dias 30 de agosto e 9 de setembro na Caixa de Cobre, em Londres.
As doze equipes foram divididos em 2 grupos de 6 equipes cada. As equipes se enfrentam dentro de seus grupos uma única vez. Os 4 primeiros de cada grupo avançam à fase eliminatória.

## Medalhistas
|  | FIN Finlândia                                                                    |  | BRA Brasil                                     |  | TUR Turquia                                                                              |
|  | Jarno Matilla Ville Montonen Erkki Miinala Toni Alenius Tuomas Nousu Petri Posio |  | Zé Roberto Alex Leomon Romário Filippe Leandro |  | Tekin Okan Düzgün Hüseyin Alkan Mehmet Cesur Yusuf Uçar Abdullah Aydoğdu Tuncay Karakaya |

## Qualificação
| Competição                                           | Data                        | Sede                    | Vagas | Classificados                                    |
| ---------------------------------------------------- | --------------------------- | ----------------------- | ----- | ------------------------------------------------ |
| País-sede                                            |                             |                         | 1     | GBR Grã-Bretanha                                 |
| Campeonato Mundial IBSA de golbol de 2010            | 18 – 25 de junho de 2010    | Sheffield, Grã-Bretanha | 3     | LTU Lituânia CHN China IRI Irã                   |
| Jogos Para-Asiáticos de 2010                         | 12 – 19 de dezembro de 2010 | Guangzhou, China        | 1     | KOR Coreia do Sul                                |
| Torneio Pré-Paralímpico de golbol de 2011            | 1 – 11 de abril de 2011     | Antalya, Turquia        | 4     | FIN Finlândia TUR Turquia CAN Canadá BEL Bélgica |
| Campeonato Europeu de golbol de 2011                 | 17 – 23 de outubro de 2011  | Assens, Dinamarca       | 1     | SWE Suécia                                       |
| Campeonato Regional África/Oceania de golbol de 2011 | 14 – 18 de novembro de 2011 | Sydney, Australia       | 1     | ALG Argélia                                      |
| Jogos Parapan-Americanos de 2011                     | 12 – 20 de novembro de 2011 | Guadalajara, México     | 1     | BRA Brasil                                       |
| Total                                                |                             |                         | 12    |                                                  |

## Primeira fase
Todos as partidas seguem o horário de Londres (UTC+1).

### Grupo A
| Equipe           | P  | J | V | E | D | GP | GC | SG  |
| ---------------- | -- | - | - | - | - | -- | -- | --- |
| TUR Turquia      | 13 | 5 | 4 | 1 | 0 | 26 | 6  | +20 |
| BRA Brasil       | 9  | 5 | 3 | 0 | 2 | 30 | 20 | +10 |
| LTU Lituânia     | 8  | 5 | 2 | 2 | 1 | 33 | 20 | +13 |
| FIN Finlândia    | 6  | 5 | 2 | 0 | 3 | 16 | 24 | +8  |
| SWE Suécia       | 5  | 5 | 1 | 2 | 2 | 16 | 25 | -9  |
| GBR Grã-Bretanha | 1  | 5 | 0 | 1 | 4 | 9  | 35 | -26 |

|  | Classificados às quartas de final |
|  | Eliminadas                        |

| 30 de agosto de 2012 09:00 Relatório | Lituânia LTU                                                            | 11 - 1  | GBR Grã-Bretanha | Caixa de Cobre, Londres Árbitros: TUR Bülent Kimyon USA Kimberly Anderson |
| 30 de agosto de 2012 09:00 Relatório | Gols: Juchna 2 Panovas 2 Pavliukianecas 4 Zibolis 2 Pênaltis: Zibolis 1 | (8 – 1) | Gols: Sharkey 1  | Caixa de Cobre, Londres Árbitros: TUR Bülent Kimyon USA Kimberly Anderson |
| 30 de agosto de 2012 09:00 Relatório |                                                                         |         |                  | Caixa de Cobre, Londres Árbitros: TUR Bülent Kimyon USA Kimberly Anderson |

| 30 de agosto de 2012 10:15 Relatório | Finlândia FIN                       | 5 - 6   | BRA Brasil                                    | Caixa de Cobre, Londres Árbitros: CAN Launel Scott GER Thomas Baerz |
| 30 de agosto de 2012 10:15 Relatório | Gols: Matilla 1 Miinala 1 Alenius 3 | (8 – 1) | Gols: Romário 2 Filippe 2 Pênaltis: Romário 2 | Caixa de Cobre, Londres Árbitros: CAN Launel Scott GER Thomas Baerz |
| 30 de agosto de 2012 10:15 Relatório |                                     |         |                                               | Caixa de Cobre, Londres Árbitros: CAN Launel Scott GER Thomas Baerz |

| 30 de agosto de 2012 11:30 Relatório | Turquia TUR                                                 | 9 - 2   | SWE Suécia       | Caixa de Cobre, Londres Árbitros: JPN Shinji Mizuno BRA Carla da Matta |
| 30 de agosto de 2012 11:30 Relatório | Gols: Düzgün 2 Alkan 3 Karakaya 1 Pênaltis: Düzgün 1 Uçar 1 | (4 – 0) | Gols: Seremeti 2 | Caixa de Cobre, Londres Árbitros: JPN Shinji Mizuno BRA Carla da Matta |
| 30 de agosto de 2012 11:30 Relatório |                                                             |         |                  | Caixa de Cobre, Londres Árbitros: JPN Shinji Mizuno BRA Carla da Matta |

| 31 de agosto de 2012 10:15 Relatório | Lituânia LTU                                                                                | 10 - 0  | FIN Finlândia | Caixa de Cobre, Londres Árbitros: CAN Dawna Christy AUS Warrick Jackes |
| 31 de agosto de 2012 10:15 Relatório | Gols: Juchna 2 Leonavičius 1 Pavliukianecas 3 Pênaltis: Juchna 1 Pavliukianecas 2 Zibolis 1 | (8 - 0) |               | Caixa de Cobre, Londres Árbitros: CAN Dawna Christy AUS Warrick Jackes |
| 31 de agosto de 2012 10:15 Relatório |                                                                                             |         |               | Caixa de Cobre, Londres Árbitros: CAN Dawna Christy AUS Warrick Jackes |

| 31 de agosto de 2012 11:30 Relatório | Grã-Bretanha GBR | 1 - 7   | TUR Turquia                                            | Caixa de Cobre, Londres Árbitros: LTU Vilma Venckutonyte FIN Janne Ahokas |
| 31 de agosto de 2012 11:30 Relatório | Gols: Sharkey 1  | (1 - 4) | Gols: Düzgün 1 Alkan 2 Karakaya 1 Pênaltis: Karakaya 3 | Caixa de Cobre, Londres Árbitros: LTU Vilma Venckutonyte FIN Janne Ahokas |
| 31 de agosto de 2012 11:30 Relatório |                  |         |                                                        | Caixa de Cobre, Londres Árbitros: LTU Vilma Venckutonyte FIN Janne Ahokas |

| 31 de agosto de 2012 13:45 Relatório | Brasil BRA                         | 4 - 5   | SWE Suécia                                      | Caixa de Cobre, Londres Árbitros: GER Thomas Baerz CAN Launel Scott |
| 31 de agosto de 2012 13:45 Relatório | Gols: Leomon 2 Romário 1 Filippe 1 | (1 - 3) | Gols: Gahne 1 Hultqvist 3 Pênaltis: Hultqvist 1 | Caixa de Cobre, Londres Árbitros: GER Thomas Baerz CAN Launel Scott |
| 31 de agosto de 2012 13:45 Relatório |                                    |         |                                                 | Caixa de Cobre, Londres Árbitros: GER Thomas Baerz CAN Launel Scott |

| 1 de setembro de 2012 09:00 Relatório | Turquia TUR                                    | 4 - 0   | FIN Finlândia | Caixa de Cobre, Londres Árbitros: JPN Shinji Mizuno BRA Carla Da Matta |
| 1 de setembro de 2012 09:00 Relatório | Gols: Karakaya 1 Pênaltis: Düzgün 1 Karakaya 2 | (3 - 0) |               | Caixa de Cobre, Londres Árbitros: JPN Shinji Mizuno BRA Carla Da Matta |
| 1 de setembro de 2012 09:00 Relatório |                                                |         |               | Caixa de Cobre, Londres Árbitros: JPN Shinji Mizuno BRA Carla Da Matta |

| 1 de setembro de 2012 10:15 Relatório | Suécia SWE                  | 3 - 3   | GBR Grã-Bretanha                           | Caixa de Cobre, Londres Árbitros: TUR Bülent Kimyon USA Kimberly Anderson |
| 1 de setembro de 2012 10:15 Relatório | Gols: Seremati 1 Hultvist 2 | (1 - 2) | Gols: Sharkey 1 Graham 1 Pênaltis: Knott 1 | Caixa de Cobre, Londres Árbitros: TUR Bülent Kimyon USA Kimberly Anderson |
| 1 de setembro de 2012 10:15 Relatório |                             |         |                                            | Caixa de Cobre, Londres Árbitros: TUR Bülent Kimyon USA Kimberly Anderson |

| 1 de setembro de 2012 11:00 Relatório | Brasil BRA                                        | 12 - 5  | LTU Lituânia                                                       | Caixa de Cobre, Londres Árbitros: GBR Thomas Baerz CAN Launel Scott |
| 1 de setembro de 2012 11:00 Relatório | Gols: Alex 1 Romário 6 Pênaltis: Alex 1 Romário 4 | (8 - 3) | Gols: Montvydas 1 Panovas 1 Pavliukianecas 2 Pênaltis: Montvydas 1 | Caixa de Cobre, Londres Árbitros: GBR Thomas Baerz CAN Launel Scott |
| 1 de setembro de 2012 11:00 Relatório |                                                   |         |                                                                    | Caixa de Cobre, Londres Árbitros: GBR Thomas Baerz CAN Launel Scott |

| 2 de setembro de 2012 18:30 Relatório | Grã-Bretanha GBR                | 3 - 7   | FIN Finlândia                                                    | Caixa de Cobre, Londres Árbitros: AUS Warrick Jackes EGY Yasser Omar |
| 2 de setembro de 2012 18:30 Relatório | Gols: Knott 2 Pênaltis: Knott 1 | (1 - 3) | Gols: Matilla 2 Montonen 1 Miinala 1 Posio 1 Pênaltis: Matilla 2 | Caixa de Cobre, Londres Árbitros: AUS Warrick Jackes EGY Yasser Omar |
| 2 de setembro de 2012 18:30 Relatório |                                 |         |                                                                  | Caixa de Cobre, Londres Árbitros: AUS Warrick Jackes EGY Yasser Omar |

| 2 de setembro de 2012 19:45 Relatório | Suécia SWE       | 5 - 5   | LTU Lituânia                              | Caixa de Cobre, Londres Árbitros: FIN Janne Ahokas IRI Hooshang Shariati |
| 2 de setembro de 2012 19:45 Relatório | Gols: Seremeti 5 | (3 - 3) | Gols: Juchna 1 Panovas 2 Pavliukianecas 2 | Caixa de Cobre, Londres Árbitros: FIN Janne Ahokas IRI Hooshang Shariati |
| 2 de setembro de 2012 19:45 Relatório |                  |         |                                           | Caixa de Cobre, Londres Árbitros: FIN Janne Ahokas IRI Hooshang Shariati |

| 2 de setembro de 2012 21:00 Relatório | Turquia TUR                        | 4 - 1   | BRA Brasil      | Caixa de Cobre, Londres Árbitros: CAN Dawna Christy LTU Vilma Venckutonyte |
| 2 de setembro de 2012 21:00 Relatório | Gols: Alkan 2 Pênaltis: Karakaya 2 | (0 - 1) | Gols: Romário 1 | Caixa de Cobre, Londres Árbitros: CAN Dawna Christy LTU Vilma Venckutonyte |
| 2 de setembro de 2012 21:00 Relatório |                                    |         |                 | Caixa de Cobre, Londres Árbitros: CAN Dawna Christy LTU Vilma Venckutonyte |

| 4 de setembro de 2012 17:15 Relatório | Finlândia FIN                       | 4 - 1   | SWE Suécia       | Caixa de Cobre, Londres Árbitros: IRI Hooshang Shariati CAN Dawna Christy |
| 4 de setembro de 2012 17:15 Relatório | Gols: Matilla 3 Pênaltis: Matilla 1 | (3 - 0) | Gols: Seremeti 1 | Caixa de Cobre, Londres Árbitros: IRI Hooshang Shariati CAN Dawna Christy |
| 4 de setembro de 2012 17:15 Relatório |                                     |         |                  | Caixa de Cobre, Londres Árbitros: IRI Hooshang Shariati CAN Dawna Christy |

| 4 de setembro de 2012 18:30 Relatório | Grã-Bretanha GBR | 1 - 7   | BRA Brasil                                           | Caixa de Cobre, Londres Árbitros: FIN Janne Ahokas LTU Vilma Venckutonyte |
| 4 de setembro de 2012 18:30 Relatório | Gols: Knott 1    | (1 - 4) | Gols: Alex 2 Romário 3 Filippe 1 Pênaltis: Romário 1 | Caixa de Cobre, Londres Árbitros: FIN Janne Ahokas LTU Vilma Venckutonyte |
| 4 de setembro de 2012 18:30 Relatório |                  |         |                                                      | Caixa de Cobre, Londres Árbitros: FIN Janne Ahokas LTU Vilma Venckutonyte |

| 4 de setembro de 2012 19:45 Relatório | Lituânia LTU                               | 2 - 2   | TUR Turquia              | Caixa de Cobre, Londres Árbitros: IRI Hooshang Shariati CAN Dawna Christy |
| 4 de setembro de 2012 19:45 Relatório | Gols: Zibolis 1 Pênaltis: Marius Zibolis 1 | (0 - 0) | Gols: Alkan 1 Karakaya 1 | Caixa de Cobre, Londres Árbitros: IRI Hooshang Shariati CAN Dawna Christy |
| 4 de setembro de 2012 19:45 Relatório |                                            |         |                          | Caixa de Cobre, Londres Árbitros: IRI Hooshang Shariati CAN Dawna Christy |

### Grupo B
| Equipe            | P  | J | V | E | D | GP | GC | SG  |
| ----------------- | -- | - | - | - | - | -- | -- | --- |
| IRI Irã           | 12 | 5 | 4 | 0 | 1 | 32 | 20 | +12 |
| CHN China         | 10 | 5 | 3 | 1 | 1 | 20 | 14 | +6  |
| BEL Bélgica       | 10 | 5 | 3 | 1 | 1 | 19 | 16 | +3  |
| ALG Argélia       | 6  | 5 | 2 | 0 | 3 | 18 | 17 | +1  |
| KOR Coreia do Sul | 3  | 5 | 1 | 0 | 4 | 18 | 28 | -10 |
| CHN China         | 3  | 5 | 1 | 0 | 4 | 16 | 28 | -12 |

|  | Classificados às quartas de final |
|  | Eliminadas                        |

| 30 de agosto de 2012 13:45 Relatório | China CHN                          | 5 - 9   | IRI Irã                           | Caixa de Cobre, Londres Árbitros: CAN Launel Scott TUR Bülent Kimyon |
| 30 de agosto de 2012 13:45 Relatório | Gols: Yao 2 Chen 2 Pênaltis: Yao 1 | (2 – 4) | Gols: Sayahi 6 Pênaltis: Sayahi 3 | Caixa de Cobre, Londres Árbitros: CAN Launel Scott TUR Bülent Kimyon |
| 30 de agosto de 2012 13:45 Relatório |                                    |         |                                   | Caixa de Cobre, Londres Árbitros: CAN Launel Scott TUR Bülent Kimyon |

| 30 de agosto de 2012 15:00 Relatório | Coreia do Sul KOR | 4 - 3   | ALG Argélia             | Caixa de Cobre, Londres Árbitros: USA Kimberly Anderson BRA Carla da Matta |
| 30 de agosto de 2012 15:00 Relatório | Gols: Hong 4      | (3 – 2) | Gols: Larbi 1 Mokrane 2 | Caixa de Cobre, Londres Árbitros: USA Kimberly Anderson BRA Carla da Matta |
| 30 de agosto de 2012 15:00 Relatório |                   |         |                         | Caixa de Cobre, Londres Árbitros: USA Kimberly Anderson BRA Carla da Matta |

| 30 de agosto de 2012 16:15 Relatório | Canadá CAN                      | 2 - 4   | BEL Bélgica                                          | Caixa de Cobre, Londres Árbitros: GER Thomas Baerz JPN Shinji Mizuno |
| 30 de agosto de 2012 16:15 Relatório | Gols: Caron 1 Pênaltis: Caron 1 | (1 – 3) | Gols: de Rick 1 Vanhove 1 Bihi 1 Pênaltis: de Rick 1 | Caixa de Cobre, Londres Árbitros: GER Thomas Baerz JPN Shinji Mizuno |
| 30 de agosto de 2012 16:15 Relatório |                                 |         |                                                      | Caixa de Cobre, Londres Árbitros: GER Thomas Baerz JPN Shinji Mizuno |

| 31 de agosto de 2012 18:30 Relatório | China CHN                                 | 11 - 4  | KOR Coreia do Sul                          | Caixa de Cobre, Londres Árbitros: DEN Morten Hammershoi GER Christl Daentler |
| 31 de agosto de 2012 18:30 Relatório | Gols: Yao 4 Chen 4 Pênaltis: Yao 2 Chen 1 | (5 - 2) | Gols: Kim N-O 1 Hong 1 Pênaltis: Kim C-H 2 | Caixa de Cobre, Londres Árbitros: DEN Morten Hammershoi GER Christl Daentler |
| 31 de agosto de 2012 18:30 Relatório |                                           |         |                                            | Caixa de Cobre, Londres Árbitros: DEN Morten Hammershoi GER Christl Daentler |

| 31 de agosto de 2012 19:45 Relatório | Irã IRI                                                      | 9 - 2   | CAN Canadá     | Caixa de Cobre, Londres Árbitros: GBR Dina Murdie GBR Tony Connolly |
| 31 de agosto de 2012 19:45 Relatório | Gols: Sayahi 3 Shahbazi Yajlou 1 Jafari 4 Pênaltis: Jirdel 1 | (0 - 1) | Gols: Gaulin 2 | Caixa de Cobre, Londres Árbitros: GBR Dina Murdie GBR Tony Connolly |
| 31 de agosto de 2012 19:45 Relatório |                                                              |         |                | Caixa de Cobre, Londres Árbitros: GBR Dina Murdie GBR Tony Connolly |

| 31 de agosto de 2012 21:00 Relatório | Argélia ALG                                         | 5 - 2   | BEL Bélgica                      | Caixa de Cobre, Londres Árbitros: KSA Ali Aldarsony FIN Juha Vuokila |
| 31 de agosto de 2012 21:00 Relatório | Gols: Larbi 1 Mokrane 1 Pênaltis: Larbi 1 Mokrane 2 | (3 - 1) | Gols: Bihi 1 Pênaltis: de Rick 1 | Caixa de Cobre, Londres Árbitros: KSA Ali Aldarsony FIN Juha Vuokila |
| 31 de agosto de 2012 21:00 Relatório |                                                     |         |                                  | Caixa de Cobre, Londres Árbitros: KSA Ali Aldarsony FIN Juha Vuokila |

| 1 de setembro de 2012 16:15 Relatório | Canadá CAN                               | 5 - 4   | KOR Coreia do Sul                     | Caixa de Cobre, Londres Árbitros: USA Kimberly Anderson JPN Shinji Mizuno |
| 1 de setembro de 2012 16:15 Relatório | Gols: Gaulin 3 Caron 1 Pênaltis: Caron 1 | (1 - 4) | Gols: Hong 1 Oh Jung-Whan 1 Kim C-H 2 | Caixa de Cobre, Londres Árbitros: USA Kimberly Anderson JPN Shinji Mizuno |
| 1 de setembro de 2012 16:15 Relatório |                                          |         |                                       | Caixa de Cobre, Londres Árbitros: USA Kimberly Anderson JPN Shinji Mizuno |

| 1 de setembro de 2012 18:30 Relatório | Bélgica BEL                                          | 8 - 6   | IRI Irã                                             | Caixa de Cobre, Londres Árbitros: DEN Morten Hammershoi FIN Juha Vuokila |
| 1 de setembro de 2012 18:30 Relatório | Gols: Vanhove 1 Bihi 3 Mapreni 1 Pênaltis: de Rick 3 | (3 - 4) | Gols: Sayahi 3 Yajlou 1 Jafari 1 Pênaltis: Jafari 1 | Caixa de Cobre, Londres Árbitros: DEN Morten Hammershoi FIN Juha Vuokila |
| 1 de setembro de 2012 18:30 Relatório |                                                      |         |                                                     | Caixa de Cobre, Londres Árbitros: DEN Morten Hammershoi FIN Juha Vuokila |

| 1 de setembro de 2012 19:45 Relatório | Argélia ALG | 0 - 1   | CHN China   | Caixa de Cobre, Londres Árbitros: GBR Dina Murdie KSA Ali Aldarsony |
| 1 de setembro de 2012 19:45 Relatório |             | (0 - 1) | Gols: Yao 1 | Caixa de Cobre, Londres Árbitros: GBR Dina Murdie KSA Ali Aldarsony |
| 1 de setembro de 2012 19:45 Relatório |             |         |             | Caixa de Cobre, Londres Árbitros: GBR Dina Murdie KSA Ali Aldarsony |

| 2 de setembro de 2012 13:45 Relatório | Irã IRI                           | 4 - 3   | KOR Coreia do Sul  | Caixa de Cobre, Londres Árbitros: FIN Janne Ahokas CAN Dawna Christy |
| 2 de setembro de 2012 13:45 Relatório | Gols: Sayahi 3 Pênaltis: Sayahi 1 | (1 - 2) | Gols: Hong 2 Kim 1 | Caixa de Cobre, Londres Árbitros: FIN Janne Ahokas CAN Dawna Christy |
| 2 de setembro de 2012 13:45 Relatório |                                   |         |                    | Caixa de Cobre, Londres Árbitros: FIN Janne Ahokas CAN Dawna Christy |

| 2 de setembro de 2012 15:00 Relatório | Bélgica BEL | 0 - 0 | CHN China | Caixa de Cobre, Londres Árbitros: IRI Hooshang Shariati AUS Warrick Jackes |
| 2 de setembro de 2012 15:00 Relatório | (0 - 0)     |       |           | Caixa de Cobre, Londres Árbitros: IRI Hooshang Shariati AUS Warrick Jackes |
| 2 de setembro de 2012 15:00 Relatório |             |       |           | Caixa de Cobre, Londres Árbitros: IRI Hooshang Shariati AUS Warrick Jackes |

| 2 de setembro de 2012 16:15 Relatório | Canadá CAN                               | 6 - 8   | ALG Argélia                         | Caixa de Cobre, Londres Árbitros: LTU Vilma Venckutonyte EGY Yasser Omar |
| 2 de setembro de 2012 16:15 Relatório | Gols: Gaulin 2 Caron 2 Pênaltis: Caron 2 | (4 - 3) | Gols: Mokrane 4 Pênaltis: Mokrane 4 | Caixa de Cobre, Londres Árbitros: LTU Vilma Venckutonyte EGY Yasser Omar |
| 2 de setembro de 2012 16:15 Relatório |                                          |         |                                     | Caixa de Cobre, Londres Árbitros: LTU Vilma Venckutonyte EGY Yasser Omar |

| 3 de setembro de 2012 09:00 Relatório | Coreia do Sul KOR                          | 3 - 5 | BEL Bélgica                                       | Caixa de Cobre, Londres Árbitros: GBR Dina Murdie DEN Morten Hammershoi |
| 3 de setembro de 2012 09:00 Relatório | Gols: Kim C-H 1 Pênaltis: Hong 1 Kim C-H 1 | (3-3) | Gols: Vanhove 2 Bihi 1 Mapreni 1 Pênaltis: Hong 1 | Caixa de Cobre, Londres Árbitros: GBR Dina Murdie DEN Morten Hammershoi |
| 3 de setembro de 2012 09:00 Relatório |                                            |       |                                                   | Caixa de Cobre, Londres Árbitros: GBR Dina Murdie DEN Morten Hammershoi |

| 3 de setembro de 2012 10:15 Relatório | Irã IRI                           | 4 - 2   | ALG Argélia                         | Caixa de Cobre, Londres Árbitros: GBR Dina Murdie USA Tony Connoly |
| 3 de setembro de 2012 10:15 Relatório | Gols: Sayahi 2 Jafari 1 Shirdel 1 | (3 - 2) | Gols: Mokrane 1 Pênaltis: Mokrane 1 | Caixa de Cobre, Londres Árbitros: GBR Dina Murdie USA Tony Connoly |
| 3 de setembro de 2012 10:15 Relatório |                                   |         |                                     | Caixa de Cobre, Londres Árbitros: GBR Dina Murdie USA Tony Connoly |

| 3 de setembro de 2012 11:30 Relatório | China CHN                           | 3 - 1   | CAN Canadá     | Caixa de Cobre, Londres Árbitros: KSA Ali Aldarsony GER Christl Daentler |
| 3 de setembro de 2012 11:30 Relatório | Gols: Yao 1 Chen 1 Pênaltis: Chen 1 | (3 - 1) | Gols: Gaulin 1 | Caixa de Cobre, Londres Árbitros: KSA Ali Aldarsony GER Christl Daentler |
| 3 de setembro de 2012 11:30 Relatório |                                     |         |                | Caixa de Cobre, Londres Árbitros: KSA Ali Aldarsony GER Christl Daentler |

## Fase eliminatória
|  | Quartas de final | Quartas de final | Quartas de final |               |               | Semifinais  | Semifinais          | Semifinais          |                     |  | Final | Final        | Final |
|  |                  |                  |                  |               |               |             |                     |                     |                     |  |       |              |       |
|  | A1               | TUR Turquia      | 3                |               |               |             |                     |                     |                     |  |       |              |       |
|  | B4               | ALG Argélia      | 1                |               |               |             |                     |                     |                     |  |       |              |       |
|  | B4               | ALG Argélia      | 1                |               | A1            | TUR Turquia | 0                   |                     |                     |  |       |              |       |
|  |                  |                  |                  |               | A1            | TUR Turquia | 0                   |                     |                     |  |       |              |       |
|  |                  | A4               | FIN Finlândia    | 2             |               |             |                     |                     |                     |  |       |              |       |
|  | A4               | A4               | FIN Finlândia    | 2             | FIN Finlândia | 5           |                     |                     |                     |  |       |              |       |
|  | A4               |                  |                  |               | FIN Finlândia | 5           |                     |                     |                     |  |       |              |       |
|  | B1               | IRI Irã          | 1                |               |               |             |                     |                     |                     |  |       |              |       |
|  |                  |                  |                  |               |               |             |                     |                     |                     |  | A2    | BRA Brasil   | 1     |
|  |                  |                  | A4               | FIN Finlândia | 8             |             |                     |                     |                     |  |       |              |       |
|  | B3               | BRA Brasil       | 3                |               |               |             |                     |                     |                     |  |       |              |       |
|  | A2               | BEL Bélgica      | 0                |               |               |             |                     |                     |                     |  |       |              |       |
|  | A2               | BEL Bélgica      | 0                |               | A2            | BRA Brasil  | 2                   |                     |                     |  |       |              |       |
|  |                  |                  |                  |               | A2            | BRA Brasil  | 2                   |                     |                     |  |       |              |       |
|  |                  | A3               | LTU Lituânia     | 1             |               |             | Disputa pelo bronze | Disputa pelo bronze | Disputa pelo bronze |  |       |              |       |
|  | B2               | CHN China        | 4                |               |               |             | A1                  | TUR Turquia         | 4                   |  |       |              |       |
|  | A3               | LTU Lituânia     | 12               |               |               |             |                     |                     |                     |  | A3    | LTU Lituânia | 1     |

### Quartas de final
| 5 de setembro de 2012 15:45 Relatório | Turquia TUR      | 3 - 1   | ALG Argélia     | Caixa de Cobre, Londres Árbitros: FIN Juha Vuokila CAN Dawna Christy |
| 5 de setembro de 2012 15:45 Relatório | Gols: Karakaya 3 | (0 - 1) | Gols: Mokrane 1 | Caixa de Cobre, Londres Árbitros: FIN Juha Vuokila CAN Dawna Christy |
| 5 de setembro de 2012 15:45 Relatório |                  |         |                 | Caixa de Cobre, Londres Árbitros: FIN Juha Vuokila CAN Dawna Christy |

| 5 de setembro de 2012 18:00 Relatório | China CHN          | 4 - 12  | LTU Lituânia                                                                | Caixa de Cobre, Londres Árbitros: TUR Bülent Kimyon BRA Carla Da Matta |
| 5 de setembro de 2012 18:00 Relatório | Yao 1 Bao 1 Chen 2 | (1 - 2) | Gols: Juchna 4 Pavliukianecas 1 Zibolis 3 Pênaltis: Leonavičius 1 Zibolis 3 | Caixa de Cobre, Londres Árbitros: TUR Bülent Kimyon BRA Carla Da Matta |
| 5 de setembro de 2012 18:00 Relatório |                    |         |                                                                             | Caixa de Cobre, Londres Árbitros: TUR Bülent Kimyon BRA Carla Da Matta |

| 5 de setembro de 2012 19:30 Relatório | Brasil BRA                       | 3 - 0   | BEL Bélgica | Caixa de Cobre, Londres Árbitros: GBR Tony Connolly LTU Vilma Venckutonyte |
| 5 de setembro de 2012 19:30 Relatório | Gols: Alex 1 Pênaltis: Romário 2 | (0 - 0) |             | Caixa de Cobre, Londres Árbitros: GBR Tony Connolly LTU Vilma Venckutonyte |
| 5 de setembro de 2012 19:30 Relatório |                                  |         |             | Caixa de Cobre, Londres Árbitros: GBR Tony Connolly LTU Vilma Venckutonyte |

| 5 de setembro de 2012 21:00 | Irã IRI        | 1 - 5   | FIN Finlândia                               | Caixa de Cobre, Londres Árbitros: DEN Morten Hammershoi USA Kimberly Anderson |
| 5 de setembro de 2012 21:00 | Gols: Sayahi 1 | (0 - 3) | Gols: Matilla 1 Posio 3 Pênaltis: Matilla 1 | Caixa de Cobre, Londres Árbitros: DEN Morten Hammershoi USA Kimberly Anderson |
| 5 de setembro de 2012 21:00 |                |         |                                             | Caixa de Cobre, Londres Árbitros: DEN Morten Hammershoi USA Kimberly Anderson |

### Semifinais
| 6 de setembro de 2012 18:30 | Turquia TUR | 0 - 2   | FIN Finlândia                       | Caixa de Cobre, Londres Árbitros: GBR Tony Connolly EGY Yasser Omar |
| 6 de setembro de 2012 18:30 |             | (0 - 1) | Gols: Matilla 1 Pênaltis: Matilla 1 | Caixa de Cobre, Londres Árbitros: GBR Tony Connolly EGY Yasser Omar |
| 6 de setembro de 2012 18:30 |             |         |                                     | Caixa de Cobre, Londres Árbitros: GBR Tony Connolly EGY Yasser Omar |

| 6 de setembro de 2012 20:00 Relatório | Brasil BRA                       | 2 - 1   | LTU Lituânia           | Caixa de Cobre, Londres Árbitros: FIN Janne Ahokas JPN Shinji Mizuno |
| 6 de setembro de 2012 20:00 Relatório | Gols: Romário 1 Pênaltis: Alex 1 | (0 - 1) | Gols: Pavliukianecas 1 | Caixa de Cobre, Londres Árbitros: FIN Janne Ahokas JPN Shinji Mizuno |
| 6 de setembro de 2012 20:00 Relatório |                                  |         |                        | Caixa de Cobre, Londres Árbitros: FIN Janne Ahokas JPN Shinji Mizuno |

### Disputa pelo bronze
| 7 de setembro de 2012 18:30 | Turquia TUR                           | 4 - 1   | LTU Lituânia | Caixa de Cobre, Londres Árbitros: FIN Juha Vuokila EGY Yasser Omar |
| 7 de setembro de 2012 18:30 | Gols: Karakaya 3 Pênaltis: Karakaya 1 | (2 - 1) |              | Caixa de Cobre, Londres Árbitros: FIN Juha Vuokila EGY Yasser Omar |
| 7 de setembro de 2012 18:30 |                                       |         |              | Caixa de Cobre, Londres Árbitros: FIN Juha Vuokila EGY Yasser Omar |

### Final
| 7 de setembro de 2012 20:00 Relatório | Finlândia FIN                               | 8 - 1   | BRA Brasil     | Caixa de Cobre, Londres Árbitros: TUR Bulent Kimyon USA Tony Conolly |
| 7 de setembro de 2012 20:00 Relatório | Gols: Matilla 3 Posio 4 Pênaltis: Miinala 1 | (6 - 0) | Gols: Leomon 1 | Caixa de Cobre, Londres Árbitros: TUR Bulent Kimyon USA Tony Conolly |
| 7 de setembro de 2012 20:00 Relatório |                                             |         |                | Caixa de Cobre, Londres Árbitros: TUR Bulent Kimyon USA Tony Conolly |

## Classificação final
| Pos.   | País              |
| ------ | ----------------- |
| Ouro   | FIN Finlândia     |
| Prata  | BRA Brasil        |
| Bronze | TUR Turquia       |
| 4      | LTU Lituânia      |
| 5      | IRI Irã           |
| 6      | BEL Bélgica       |
| 7      | CHN China         |
| 8      | ALG Argélia       |
| 9      | SWE Suécia        |
| 10     | KOR Coreia do Sul |
| 11     | CAN Canadá        |
| 12     | GBR Grã-Bretanha  |